# Amazona agilis
Amazona agilis là một loài chim trong họ Psittacidae.

## Hình ảnh

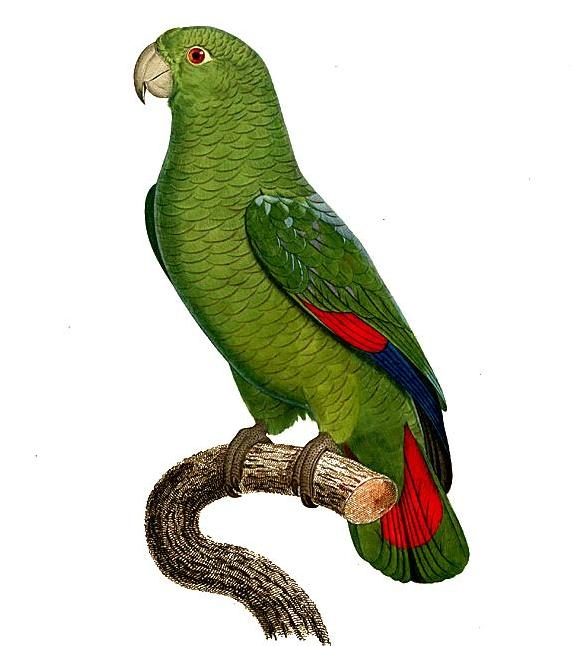
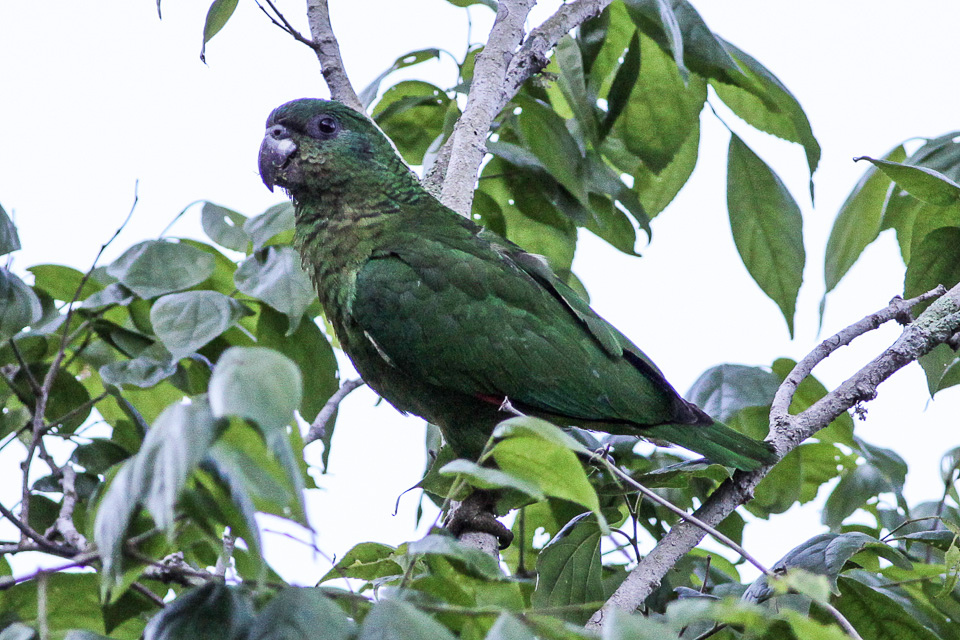
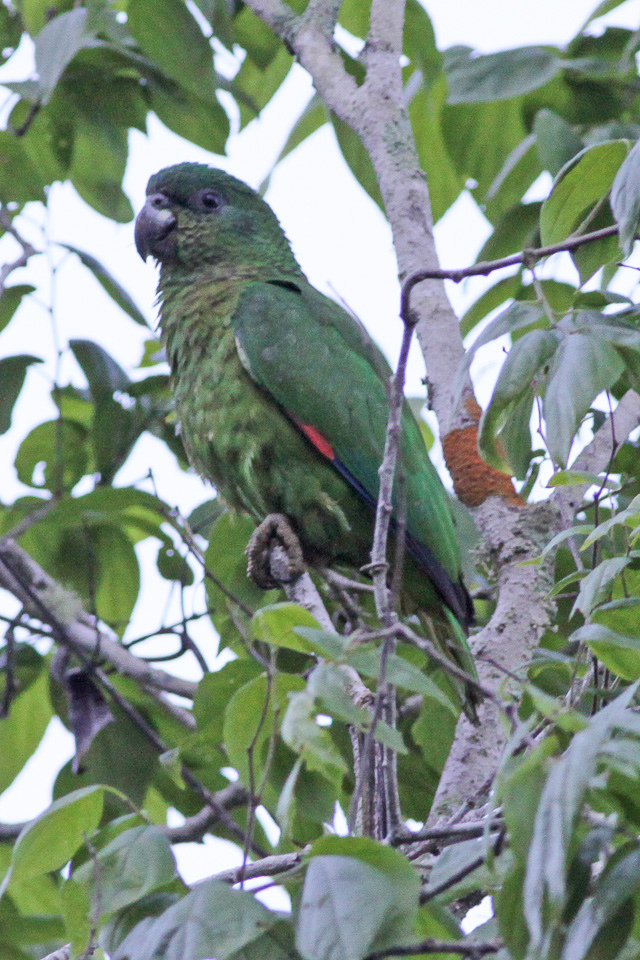
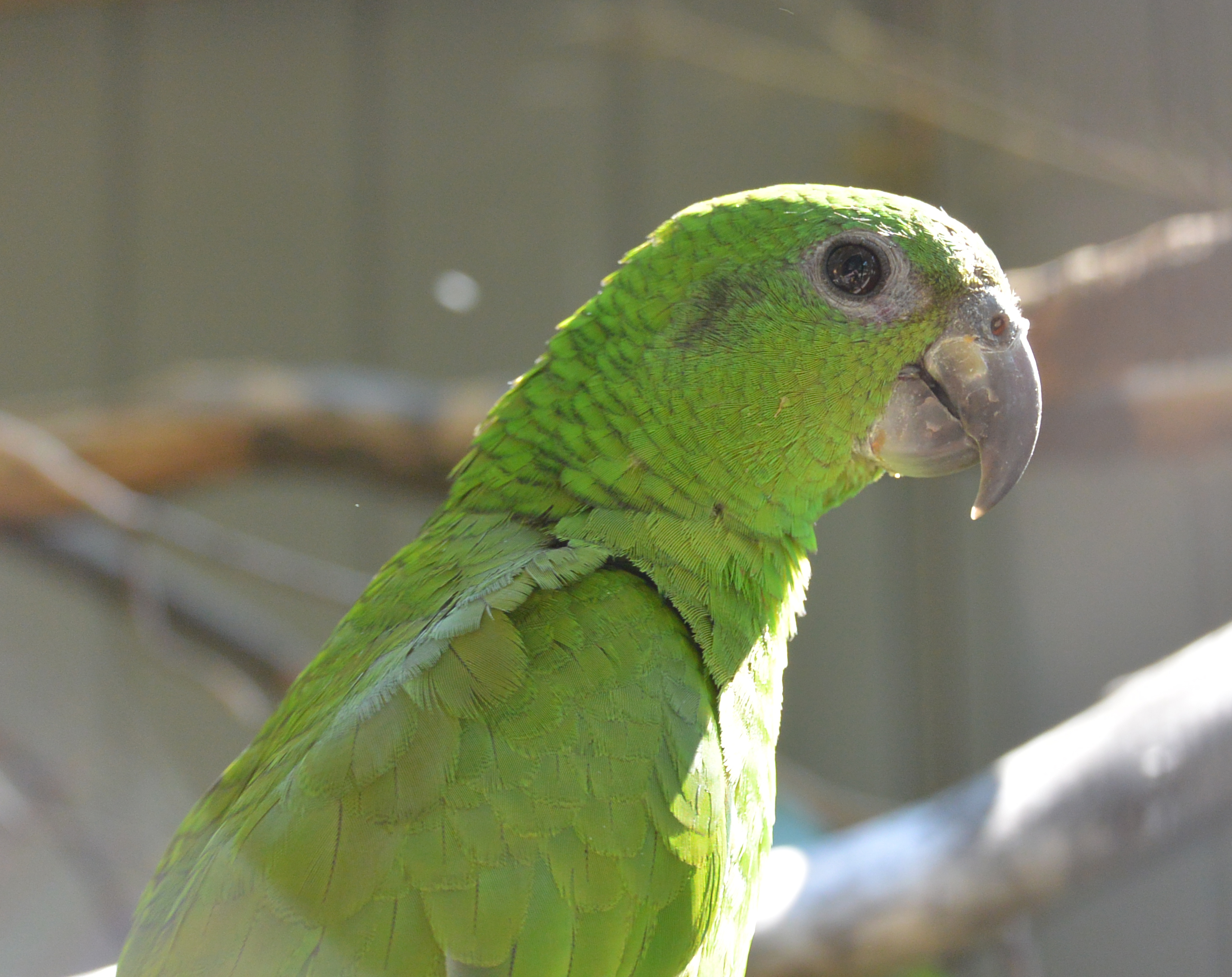